# Vergangenheit und Gegenwart
Vergangenheit und Gegenwart. Monatsschrift für Geschichtsunterricht und politische Erziehung (VuG) war eine Zeitschrift für Geschichtslehrkräfte, die von 1911 bis 1944 im Teubner-Verlag in Leipzig erschienen ist.
Die Gründungsväter waren die Leipziger Oberlehrer Fritz Friedrich und Paul Rühlmann, die 1913 wesentlich auch an der Gründung des Verbandes deutscher Geschichtslehrer beteiligt waren. Die VuG wurde zur Verbandszeitschrift, die auch kontroverse Positionen zuließ: so zum deutsch-französischen Verhältnis oder zur Weimarer Republik. 1922 bis 1933 war Friedrich alleiniger Herausgeber, 1931 trat der Historiker Wilhelm Mommsen hinzu. Die Historiker Franz Schnabel und Percy Ernst Schramm gehörten zu den Autoren. 
Ab Januar 1934 leiteten der nationalsozialistische Verbandsvorsitzende Moritz Edelmann und Wilhelm Mommsen die Redaktion. Mommsen wurde 1937 durch die Nationalsozialisten Karl Alnor und Ulrich Crämer verdrängt. 1940 bis 1944 übernahm kommissarisch Hans Tümmler, ehemaliger Dozent an der Hochschule für Lehrerbildung in Frankfurt/Oder und Schulleiter in Erfurt, die Leitung. Die VuG vertrat in dieser Zeit nationalsozialistische Inhalte. 1936 erschien der erste Artikel zur Judenfrage von Wilhelm Grau. Unter anderen Rudolf Benze und Leo Gruenberg verfassten nun Artikel.